# 真夜中パンチィ
『真夜中パンチィ』（まよなかパンチィ）は、2011年4月12日から5月26日までMBSテレビで放送されていた生バラエティ番組。毎週火曜から金曜の週4日間、5upよしもと（現・よしもと漫才劇場）から生放送されていた。

## 概要
「青少年のための生バラエティ」をコンセプトに、青少年（おもに男子）目線で制作されていた番組。レギュラー企画のほかに、各曜日ごとの企画で構成されていた。5upよしもとの若手芸人、ソーセージ（放送当時）はテレビのレギュラー番組では初MCであった。また、MBSテレビの深夜時間帯で帯番組が放送されるのは『テレビのおもうツボ』枠で放送された『ビデリンが行く!』以来約15年ぶり、生放送番組では『なまみつ』以来約2年半ぶりであった。
番組では一般視聴者の女子大生も出演していたが、予算の都合で第2週以降は金曜のみの出演となった。また、スタジオ出演者は全員パジャマを着用し、名札を付けていた（女子大生は手書き、芸人は印刷されたものであった）。これはパジャマ姿で番組を見ている視聴者と同じ目線で話せる様にするためで、5upよしもとの舞台上に組まれたセットも部屋をイメージしたものとなっていた。ただし2011年5月25日以降は、番組の企画に合わせる形で、パジャマではなく洋服を着用していた。
しかし2011年5月26日放送のエンディングで、メインコーナーの一つだった「君だけの巻頭グラビア」の終了が突然発表となり、同時に翌週からの番組のリニューアルが発表された。
2011年5月27日の『世界陸上ザ・ベスト 2005年ヘルシンキ』の放送による休止を挟み、5月31日からは『やかせて!ソーセージ』のタイトルで、エンタメ新発見バラエティ番組としてリニューアルされた。

## 放送時間
時刻はいずれもJST。特番などで、放送時間が変更されることがある。
- 火曜 - 木曜 24:55 - 25:40
- 金曜 25:30 - 26:15（『ごぶごぶ』放送週は、26:00 - 26:45）

## 出演者

### 番組終了時の出演者
- MC - ソーセージ
- アシスタント - 山崎好美
- 曜日レギュラー
  - 和牛（火曜、2011年4月12日 - 5月24日）
  - GAG少年楽団（水曜、2011年4月13日 - 5月25日）
  - 学天即（木曜、2011年4月14日 - 5月26日）
  - 斉藤紳士（金曜、2011年5月6日 - 5月20日）
- 「君だけの巻頭グラビア」リポーター - プリマ旦那
- 「君だけの巻頭グラビア」グラビアアイドル
  - 児玉菜々子（2011年4月12日 - 5月19日）
  - 中村葵（2011年5月3日 - 5月10日）
  - 山中絢子（2011年5月4日 - 5月24日）
  - 金城真央（2011年5月4日 - 5月26日）
- 「NMB48の特大スクープですよ〜」→「NMB48のときめき!方言告白」担当
  - NMB48（VTR出演）
- 「アゲカテキョに英語を教えて欲しい!」番組専属アゲカテキョ
  - 今井希世（つぼみ、2011年5月19日 - 5月26日）
  - 村山真梨（つぼみ、2011年5月19日 - 5月26日）

### 過去の出演者
- かりんとう（金曜レギュラー、2011年4月15日 - 2011年4月29日）

## 企画
☆のある企画の採用者・出演者には、番組特製ステッカーが贈られた。

### 番組終了時の企画

#### レギュラー企画
- 君だけの巻頭グラビア（2011年4月12日 - 5月26日）☆

プリマ旦那とグラビアアイドル（月替わり）が挑戦者である視聴者男性の部屋を訪れ、挑戦者が自分の特技や得意ジャンルで野村尚平と対決。見事勝利できれば、挑戦者はグラビアアイドルの水着生着替えを見ることができる上、自分のカメラでグラビアアイドルを撮影する権利が与えられるが、敗北すると、スタジオ出演者と視聴者しか水着生着替えを見ることができない（挑戦者はグラビアアイドルが見えない場所に移動され、「挑戦者が暴走しないための監視」という名目で、野村の実況と生着替えの物音しか聞けない）。4月21日放送では挑戦者の家族が出演し、挑戦者は野村との対決に敗れたが、特別ルールで対決した挑戦者の父親が野村に勝利し、家族全員が水着生着替えを見ることができた。5月20日放送では放送当時、千日前に存在した伸光ビル（2015年12月に閉鎖、解体）内にあったボウリング場「千日前ファミリーボウル」に挑戦者が2名登場して、野村と3人で対決を行い、倒したピンの数と万歩計の合計数が一番多かった挑戦者のみが水着生着替えを見ることができた。5月3日からは児玉菜々子に中村葵、山中絢子、金城真央に加えたグラビアアイドル軍団から1名が登場（5月4日は中村・山中・金城が出演）。ただし、このコーナーに応募ができるのは18歳以上の男性限定となっていた。
- NMB48のときめき!方言告白（2011年5月10日 - 5月26日）

NMB48のメンバー（日替わりで1名）が「ずっと前から好きなんです。付き合って下さい」という告白を方言で挑戦する企画。このコーナーはVTR企画で、VTR終了後にはスタジオ出演者が告白に対するコメントする（なぜかほとんど告白を断っている）のがお約束となっている。5月24日から26日は、5月25日に発売されたAKB48の新曲「Everyday、カチューシャ」の選抜メンバーに選出された山本彩と渡辺美優紀が出演。
| 放送日        | 登場したメンバー | 挑戦した方言 |
| ------------- | ---------------- | ------------ |
| 2011年5月10日 | 山本彩           | 博多弁       |
| 2011年5月11日 | 小笠原茉由       | 広島弁       |
| 2011年5月12日 | 山田菜々         | 土佐弁       |
| 2011年5月13日 | 福本愛菜         | 山形弁       |
| 2011年5月17日 | 白間美瑠         | 新潟弁       |
| 2011年5月18日 | 渡辺美優紀       | 熊本弁       |
| 2011年5月19日 | 近藤里奈         | 名古屋弁     |
| 2011年5月20日 | 吉田朱里         | 富山弁       |
| 2011年5月24日 | 渡辺美優紀       | 出雲弁       |
| 2011年5月25日 | 山本彩           | 福井弁       |
| 2011年5月26日 | 渡辺美優紀       | 北海道弁     |

#### 曜日別企画
- スネキックなしでは聞けない 青少年のための話（火曜・木曜、2011年5月24日・5月26日）

ソーセージと曜日レギュラーが各自持ち時間90秒でプレゼンを行い、その話がためになったかを視聴者が投票。そして「ためになった」という票数が一番多かった出演者には金一封。逆に80%以下の場合はサッカー歴16年のAD漆畑によるスネキックの罰ゲームが執行されていた。
- ネバーギブアップ ミュージシャンバトル（水曜、2011年5月18日・5月25日）

青少年の気持ちのまま夢を追い続けているミュージシャンを応援する企画。ブレイクして自分の歌を世間に聞かせたい!という2組のミュージシャン（番組内ではネバギバさんと呼称）がアピール合戦を行う。ネバギバさんの応援サポーターは藤本と山名、双方の家族の応援サポーターにはGAG少年楽団とプリマ旦那がそれぞれつく。「この人に歌わせてあげたい!」という人に視聴者が投票し、得票数の多かった方がステージで生ライブをすることができ、楽曲が番組のエンディングテーマとして1週間使用されていた。なお当コーナー放送時は「君だけの巻頭グラビア」は休止となっていた。
- アゲカテキョに英語を教えて欲しい（木曜、2011年4月14日 - 5月26日）

家庭教師の女性（番組内ではアゲカテキョと呼称）が来年大学を受験予定の浪人生に英語を教え、夏までに成績を上げることに成功した場合は家庭教師に海外旅行が贈られる。英語を教えられる家庭教師経験者の18歳以上の女性を募集し、3回にわたる視聴者投票の結果、今井希世と村山真梨（ともにつぼみ）がアゲカテキョに選ばれた。またアゲカテキョに勉強を教えて欲しい浪人生を募集し、応募総数22通のうち、スタジオに出演した4名の中からアゲカテキョが2名を選出した。家庭教師の模様はVTRで随時放送されていた。
- 女子大生と友達になりたい（金曜、2011年5月13日・5月20日）☆

女子大生の連絡先の登録が1件もない青少年が毎回3名登場。山名・藤本・斉藤紳士が青少年のサポーターとなり、アピールを行う。青少年と友達になりたいと思った女子大生がトータライザーで回答（複数回答可）し、セット後方にある人数分の電球が回答数だけ点灯され（いなかった場合はスタッフの「ゼロでーす」の声がかかっていた）、一番多かった青少年1名だけが女子大生と連絡先を交換できるというものであった。ただし出場希望者の応募は、女子大生の連絡先の登録が1件もない男性限定であった。

### 過去の企画
- 印税生活も夢じゃない!ノートの落書きでついつい書いてしまうキャラオーディション（火曜、2011年4月12日 - 4月19日）☆

授業中や仕事中に、ノートについ落書きしてしまう自分だけのオリジナルキャラを視聴者から投稿を募集し、それをプロが審査し、商品化もありえるという夢の企画。深夜放送のため、審査員にはテレビで応募作品を見てもらい、気になる作品があった場合のみ、スタジオに電話をしてもらう形式となっていた。2011年4月12日放送の審査員は阪上寿満子（ピースリーピース代表）。
- 女子大生に1回聞いてみよう（2011年4月12日 - 4月22日）☆

面と向かって聞けない、女子大生に一度確かめてみたいことを視聴者から募集し、MCと曜日レギュラーがスタジオにいる女子大生に直接確かめるコーナー。質問に対して女子大生がトータライザーで回答し、セット後方にある20個の電球が回答数だけ点灯される（回答者なしの場合はスタッフの「ゼロでーす」の声がかかっていた）。なお第1週は火曜から木曜の毎日コーナーが行われたが、第2週は金曜のみとなった。投稿テーマは、第1週が「女子大生に対する、自分の妄想やイメージ」、第2週が「○○あるから家来〜へん?〜あなたのお誘いアイテムは?〜」。ただし視聴者からの投稿は男性限定。
- 妄想留守番電話（水曜、2011年4月13日 - 4月27日）

番組が出した設定にのっとって、視聴者が留守番電話にメッセージを吹き込む企画。男子限定でメッセージを募集したが、芸人が吹き込んだメッセージのみ放送され、視聴者からのメッセージは放送されずじまいで自然消滅的にコーナー終了。
- 女子大生を家に呼びたい同好会（金曜、2011年4月29日・5月6日）☆

「女子大生に1回聞いてみよう」の発展コーナー。女子大生を家に呼びたい青少年のために、さまざまな角度から考証していくコーナー。毎回テーマに基づく意見を視聴者から募集し、MCと曜日レギュラーがスタジオにいる女子大生に直接確かめる。質問に対して女子大生がトータライザーで回答し、セット後方にある20個の電球が回答数だけ点灯される（回答者なしの場合はスタッフの「ゼロでーす」の声がかかる）。投稿テーマは、第3週は「○○のDVDあるけど、家こーへん?」。第4週は「女子大生が家に来てくれたときに、家にあるけど引かれないか心配なもの」。ただし視聴者からの投稿は男性限定であった。
- 妄想ボーイズトーク（水曜、2011年4月27日 - 5月11日）

視聴者の青少年3人組に登場してもらい、スタッフから手渡された封筒に入っている妄想する女性の写真とお題で妄想トークをしてもらう。このコーナーはVTR企画で、出場者には豪華商品がプレゼントされた。出演は男子限定であった。
- NMB48の特大スクープですよ〜（2011年4月12日 - 2011年5月6日）

NMB48のメンバー（日替わりで1名）がスクープした、他のメンバーのどこにも出ていない秘密を暴露する企画。このコーナーはVTR企画で、VTR終了後には、スタジオ出演者がスクープに対するコメントするのがお約束となっていた。
|                             | 上：登場したメンバー 下：スクープされたメンバー | 上：登場したメンバー 下：スクープされたメンバー | 上：登場したメンバー 下：スクープされたメンバー | 上：登場したメンバー 下：スクープされたメンバー |
| 火曜                        | 水曜                                            | 木曜                                            | 金曜                                            |                                                 |
| --------------------------- | ----------------------------------------------- | ----------------------------------------------- | ----------------------------------------------- | ----------------------------------------------- |
| 第1週（2011年4月12 - 15日） | 山田菜々                                        | 森彩華                                          | 近藤里奈                                        | 松田栞                                          |
| 第1週（2011年4月12 - 15日） | 森彩華                                          | 木下春奈                                        | 沖田彩華                                        | 山田菜々                                        |
| 第2週（2011年4月19 - 23日） | 渡辺美優紀                                      | 木下春奈                                        | 小笠原茉由                                      | 白間美瑠                                        |
| 第2週（2011年4月19 - 23日） | 木下春奈                                        | 門脇佳奈子                                      | 白間美瑠                                        | 森彩華                                          |
| 第3週（2011年4月26 - 30日） | 山本彩                                          | 小谷里歩                                        | 吉田朱里                                        | 福本愛菜                                        |
| 第3週（2011年4月26 - 30日） | 吉田朱里                                        | 福本愛菜                                        | 森彩華                                          | 山本彩                                          |
| 第4週（2011年5月3 - 6日）   | 篠原栞那                                        | 上西恵                                          | 門脇佳奈子                                      | 岸野里香                                        |
| 第4週（2011年5月3 - 6日）   | 渡辺美優紀                                      | 木下春奈                                        | 福本愛菜                                        | 福本愛菜                                        |

- 青少年が買うのが恥ずかしい本を山名がかわりに読みます（火曜、2011年4月12日 - 5月10日）☆

視聴者が恥ずかしくて買えない本を山名が代わりに購入して読み、その要点を紹介する企画。このコーナーのみ、山名は黒縁メガネを着用する。ただし視聴者からの投稿は男性限定あった。
- からまれた時の対処法を元ヤンに聞きました（火曜、2011年5月17日）

街頭インタビューで青少年時代にからまれた体験談を聞いたり、その対処法を元ヤンに聞いて紹介。からまれた側、からんだ側の両方から視聴者からも募集していた。

## スタッフ
4月15日は「製作：吉本興業、ゾフィープロダクツ、毎日放送」のみ表示。
- ナレーション：谷藤リョーコ
- 構成：八木晴彦、友光哲也、森下知哉
- TM：白井隆行
- TD：西嶋秀浩
- SW：林謙一郎（トラッシュ）、西嶋秀浩
- VE：大森喜章（トラッシュ）
- CAM：秋政菜名子、寺岡憲一・川崎圭一郎・三村友昭（トラッシュ）
- 照明：山根基広
- 音声：大谷紗代、梶巻久仁彦（トラッシュ）、田中貴久
- 舞台監督：清水直人
- 美術デザイン：内田公幸、斎藤せいこ
- 美術：村上雅彦、速水仁、新村嘉章
- タイトル：正冨大樹、宮本由紀子
- EED：牧原保（トラッシュ）
- CG：紀野伸子、村田英樹
- 音効/MA：磯部ヒカル、村川翔太

ギャラクシーサブ
- ディレクター：赤岩海、前田大助
- VE：森井一誠
- MIX：大川宏明、中越真司
- テロップ：橋本梢
- 編成：田中将徳、川原秋呼
- 宣伝：北野敦則
- WEB：荒木崇
- 協力：すくらんぶる、MBS企画、ステッププラン、ステージプランニング、アーチェリープロダクション、サウンドエースプロダクション、トラッシュ、放送映画製作所、音選屋、OSJC、仕事場
- リサーチ：田中ミカン
- AD：橋本薫、坂井田昌美、古田早絵、池田貴彦、岩田充弘
- ディレクター：山下純平、小林雄志、藤井智章、安達澄子、田上佳世
- チーフディレクター：山内健太郎
- AP：松本みゆき、小林真未子
- プロデューサー：岸本孝博（MBS）、田井中皓介（よしもとクリエイティブ・エージェンシー）、上田泰三・紺田啓介（ゾフィープロダクツ）
- 製作：吉本興業、ゾフィープロダクツ、毎日放送

## テーマ曲
- THE HIGH-LOWS「真夜中レーザーガン」（キティ〔現・ユニバーサルミュージック〕）